# 十月村區 (車里雅賓斯克州)
54°24′47″N 62°43′35″E / 54.41306°N 62.72639°E
十月村區（俄语：Октябрьский район），是俄羅斯的一個區，位於該國西南部，由車里雅賓斯克州負責管轄，面積4,356平方公里，2010年人口21,097，人口密度每平方公里4.84人。